# Kembong
Kembong est un village du Cameroun, situé dans le département de la Manyu de la région du Sud-Ouest, au sud de Mamfé. Il fait partie de la commune d'Eyumodjock.

## Histoire
Le 18 décembre 2017, lors de la crise anglophone au Cameroun, quatre gendarmes sont tués dans le village par des séparatistes,.

## Population
Lors du recensement de 2005, le canton de Kembong comptait 19 308 habitants, dont 3 807 pour le village de Kembong proprement dit.

## Économie
Le village vit d'activité agricole et de l'exploitation de la forêt.

## Culture
Sissiku est le titre du chef traditionnel local et la langue parlée est proche des langues du Littoral au Cameroun